# Walter Gottschalk
Walter Helbig Gottschalk (3 novembre 1918 - 15 février 2004) est un mathématicien américain, l'un des fondateurs de la dynamique topologique.

## Biographie
Gottschalk est né à Lynchburg, en Virginie, le 3 novembre 1918, et déménage à Salem, en Virginie, alors qu'il est enfant,. Son père, Carl Gottschalk, est un immigrant allemand qui travaille comme machiniste et possède plus tard plusieurs petites entreprises à Salem ; son jeune frère, Carl W. Gottschalk (en), est un chercheur médical notable.
Gottschalk fait ses études de premier cycle et ses études supérieures à l'Université de Virginie, terminant avec un doctorat en 1944 sous la direction de Gustav Arnold Hedlund,. Après avoir obtenu son diplôme, il rejoint la faculté de l'Université de Pennsylvanie et est président du département de mathématiques de Pennsylvanie de 1954 à 1958,,. Au cours de l'année universitaire 1947/1948, il est chercheur invité à l'Institute for Advanced Study. En Pennsylvanie, il est directeur de thèse de Philip Rabinowitz, qui se fait connaître pour ses travaux en analyse numérique, et Robert Ellis, qui se fait connaître pour ses travaux sur la dynamique topologique. Gottschalk part à l'Université Wesleyenne en 1963; à Wesleyan, il est président pendant deux mandats avant de prendre sa retraite en 1982,. Il est décédé le 15 février 2004 à Providence, Rhode Island, où il vivait depuis sa retraite.
Gottschalk et son conseiller Gustav Hedlund écrivent la monographie de 1955 Topological Dynamics,. Il publie aussi la première étude des groupes surjonctifs  et une courte preuve du théorème de De Bruijn–Erdős sur la coloration des graphes infinis.
En plus d'être un mathématicien chercheur, Gottschalk présente également deux expositions de sculptures mathématiques dans les années 1960.
Gottschalk est membre de l'Association américaine pour l'avancement des sciences.